# Guerville (Seine-Maritime)
Pour les articles homonymes, voir Guerville.
Guerville est une commune française située dans le département de la Seine-Maritime en région Normandie.

## Géographie

### Description
Le village, près de Gamaches, bénéficie de la proximité de la forêt d'Eu, massif devenu la propriété de l'État et du Département.

### Localisation
| Millebosc  | Longroy    |                 |
| Melleville | Guerville  | Bazinval        |
|            | Grandcourt | Monchaux-Soreng |

### Hydrographie
La commune est située dans le bassin Seine-Normandie. Elle n'est drainée par aucun cours d'eau,. Néanmoins un plan d'eau est présent sur le territoire communal : le Souillard (0,01 ha),.

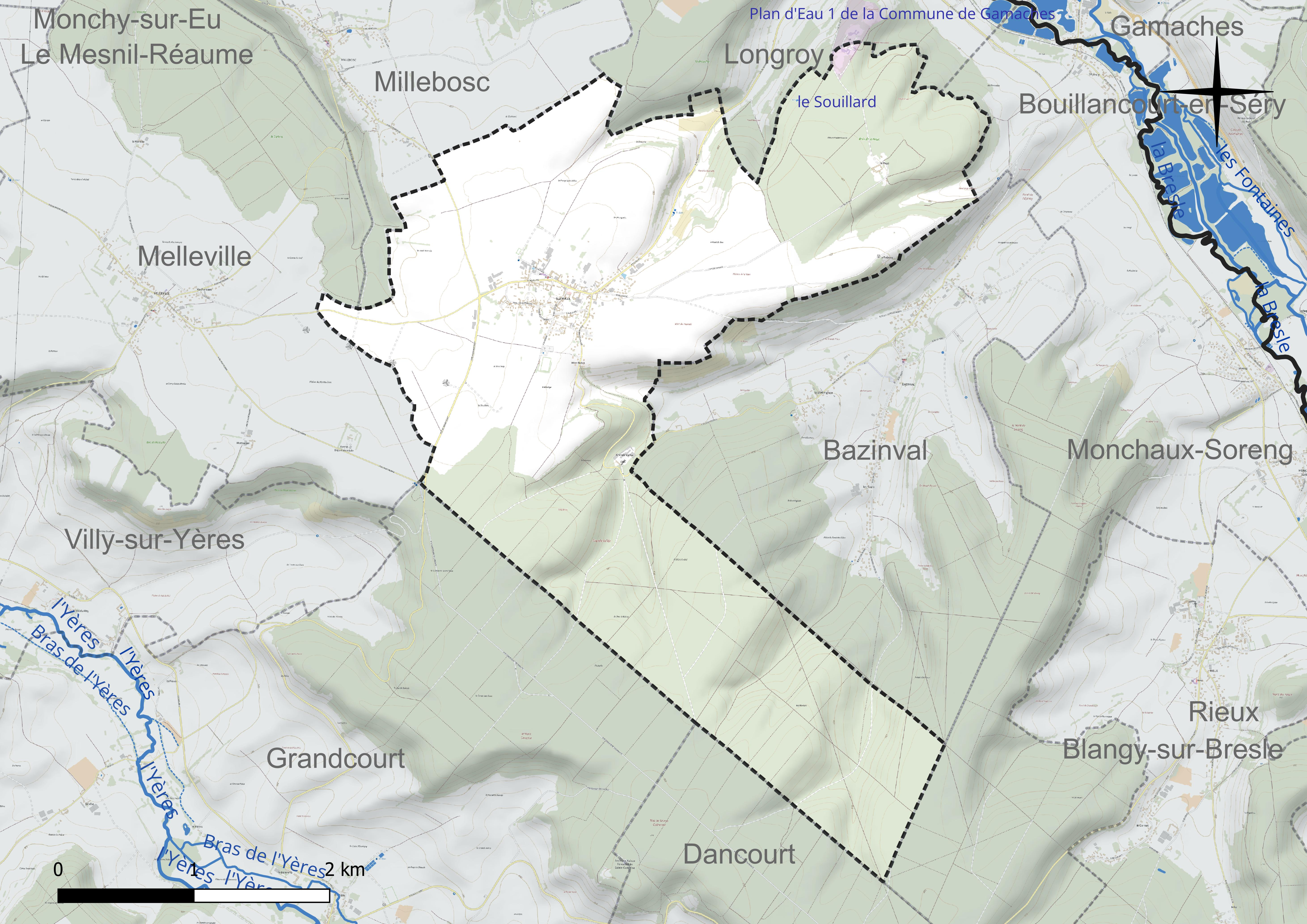
Réseau hydrographique de Guerville.

### Climat
Pour des articles plus généraux, voir Climat de la Normandie et Climat de la Seine-Maritime.
En 2010, le climat de la commune est de type climat océanique altéré, selon une étude du CNRS s'appuyant sur une série de données couvrant la période 1971-2000. En 2020, Météo-France publie une typologie des climats de la France métropolitaine dans laquelle la commune est exposée à un climat océanique et est dans la région climatique Côtes de la Manche orientale, caractérisée par un faible ensoleillement (1 550 h/an) ; forte humidité de l’air (plus de 20 h/jour avec humidité relative > 80 % en hiver), vents forts fréquents. Parallèlement le GIEC normand, un groupe régional d’experts sur le climat, différencie quant à lui, dans une étude de 2020, trois grands types de climats pour la région Normandie, nuancés à une échelle plus fine par les facteurs géographiques locaux. La commune est, selon ce zonage, exposée à un « climat maritime », correspondant au Pays de Caux, frais, humide et pluvieux, légèrement plus frais que dans le Cotentin.
Pour la période 1971-2000, la température annuelle moyenne est de 10 °C, avec une amplitude thermique annuelle de 12,9 °C. Le cumul annuel moyen de précipitations est de 900 mm, avec 13,1 jours de précipitations en janvier et 8,8 jours en juillet. Pour la période 1991-2020, la température moyenne annuelle observée sur la station météorologique la plus proche, située sur la commune d'Oisemont à 18 km à vol d'oiseau, est de 11,1 °C et le cumul annuel moyen de précipitations est de 801,4 mm,. Pour l'avenir, les paramètres climatiques de la commune estimés pour 2050 selon différents scénarios d’émission de gaz à effet de serre sont consultables sur un site dédié publié par Météo-France en novembre 2022.

## Urbanisme

### Typologie
Au 1er janvier 2024, Guerville est catégorisée commune rurale à habitat dispersé, selon la nouvelle grille communale de densité à sept niveaux définie par l'Insee en 2022. Elle est située hors unité urbaine. Par ailleurs la commune fait partie de l'aire d'attraction d'Eu, dont elle est une commune de la couronne,. Cette aire, qui regroupe 26 communes, est catégorisée dans les aires de moins de 50 000 habitants,.

### Occupation des sols
L'occupation des sols de la commune, telle qu'elle ressort de la base de données européenne d’occupation biophysique des sols Corine Land Cover (CLC), est marquée par l'importance des forêts et milieux semi-naturels (51,8 % en 2018), en diminution par rapport à 1990 (53,2 %). La répartition détaillée en 2018 est la suivante : forêts (49 %), terres arables (32,6 %), prairies (12,2 %), zones urbanisées (3,4 %), milieux à végétation arbustive et/ou herbacée (2,7 %). L'évolution de l’occupation des sols de la commune et de ses infrastructures peut être observée sur les différentes représentations cartographiques du territoire : la carte de Cassini (XVIIIe siècle), la carte d'état-major (1820-1866) et les cartes ou photos aériennes de l'IGN pour la période actuelle (1950 à aujourd'hui).

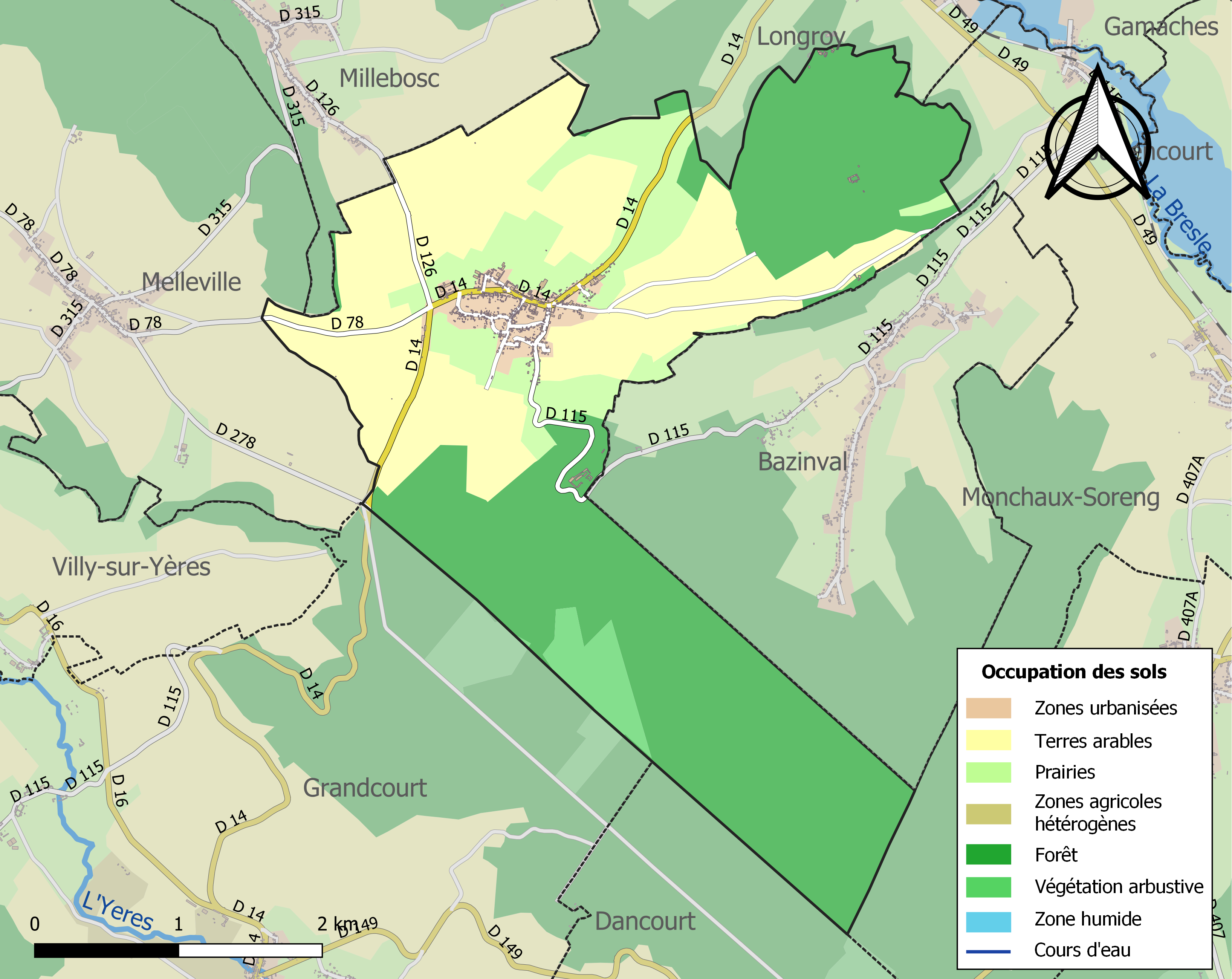
Carte des infrastructures et de l'occupation des sols de la commune en 2018 (CLC).

## Toponymie
Le nom de la localité est attesté sous la forme Guerrevilla au XIIe siècle.

## Histoire
Depuis 1523, l'activité verrière a donné du travail aux habitants jusqu'à son déclin après la Première Guerre mondiale.
La commune est touchée par les inondations de 1910.
À la fin de la Seconde Guerre mondiale, un site de lancement de V1 est installé par l'occupant allemand.

## Politique et administration
| Période                                  | Période                     | Identité       | Étiquette | Qualité                           |
| ---------------------------------------- | --------------------------- | -------------- | --------- | --------------------------------- |
| 1908                                     | 1912                        | Henri Lefebvre |           |                                   |
| Les données manquantes sont à compléter. |                             |                |           |                                   |
| 1973                                     | avril 2014                  | Moïse Sauteur  |           | Employé dans l'industrie verrière |
| avril 2014                               | En cours (au 1er juin 2020) | Étienne Lannel |           | Réélu pour le mandat 2020-2026    |

## Population et société

### Démographie
L'évolution du nombre d'habitants est connue à travers les recensements de la population effectués dans la commune depuis 1793. Pour les communes de moins de 10 000 habitants, une enquête de recensement portant sur toute la population est réalisée tous les cinq ans, les populations de référence des années intermédiaires étant quant à elles estimées par interpolation ou extrapolation. Pour la commune, le premier recensement exhaustif entrant dans le cadre du nouveau dispositif a été réalisé en 2004.

En 2022, la commune comptait 470 habitants, en évolution de −1,47 % par rapport à 2016 (Seine-Maritime : +0,35 %, France hors Mayotte : +2,11 %).
| 1793 | 1800 | 1806 | 1821 | 1831 | 1836 | 1841 | 1846 | 1851 |
| ---- | ---- | ---- | ---- | ---- | ---- | ---- | ---- | ---- |
| 715  | 457  | 501  | 532  | 582  | 606  | 611  | 721  | 716  |

| 1856 | 1861 | 1866 | 1872 | 1876 | 1881 | 1886 | 1891 | 1896 |
| ---- | ---- | ---- | ---- | ---- | ---- | ---- | ---- | ---- |
| 761  | 772  | 825  | 773  | 765  | 701  | 697  | 661  | 642  |

| 1901 | 1906 | 1911 | 1921 | 1926 | 1931 | 1936 | 1946 | 1954 |
| ---- | ---- | ---- | ---- | ---- | ---- | ---- | ---- | ---- |
| 619  | 651  | 606  | 602  | 652  | 616  | 537  | 550  | 511  |

| 1962 | 1968 | 1975 | 1982 | 1990 | 1999 | 2004 | 2006 | 2009 |
| ---- | ---- | ---- | ---- | ---- | ---- | ---- | ---- | ---- |
| 512  | 449  | 439  | 438  | 443  | 408  | 424  | 429  | 457  |

| 2014 | 2019 | 2022 | - | - | - | - | - | - |
| ---- | ---- | ---- | - | - | - | - | - | - |
| 473  | 464  | 470  | - | - | - | - | - | - |

### Enseignement
Pour l'enseignement primaire, les communes de Melleville, Millebosc, Longroy et Guerville sont associées au sein d'un regroupement pédagogique intercommunal (RPI) dénommé « RPI de la forêt d'Eu ».

### Sports
Le club de football « US Guerville » a été créé en 2015, il évolue au stade municipal.
Il existe également un club de gymnastique féminine, la « Geirivilla », axé sur le maintien de la forme, avec des exercices de fitness, step, musculation. Les cours ont lieu les mardis après-midi de 18h30 à 19h30 à la salle des fêtes de la commune (pas de cours pendant les vacances scolaires). Le club a été créé en 1977.

## Culture locale et patrimoine

### Lieux et monuments

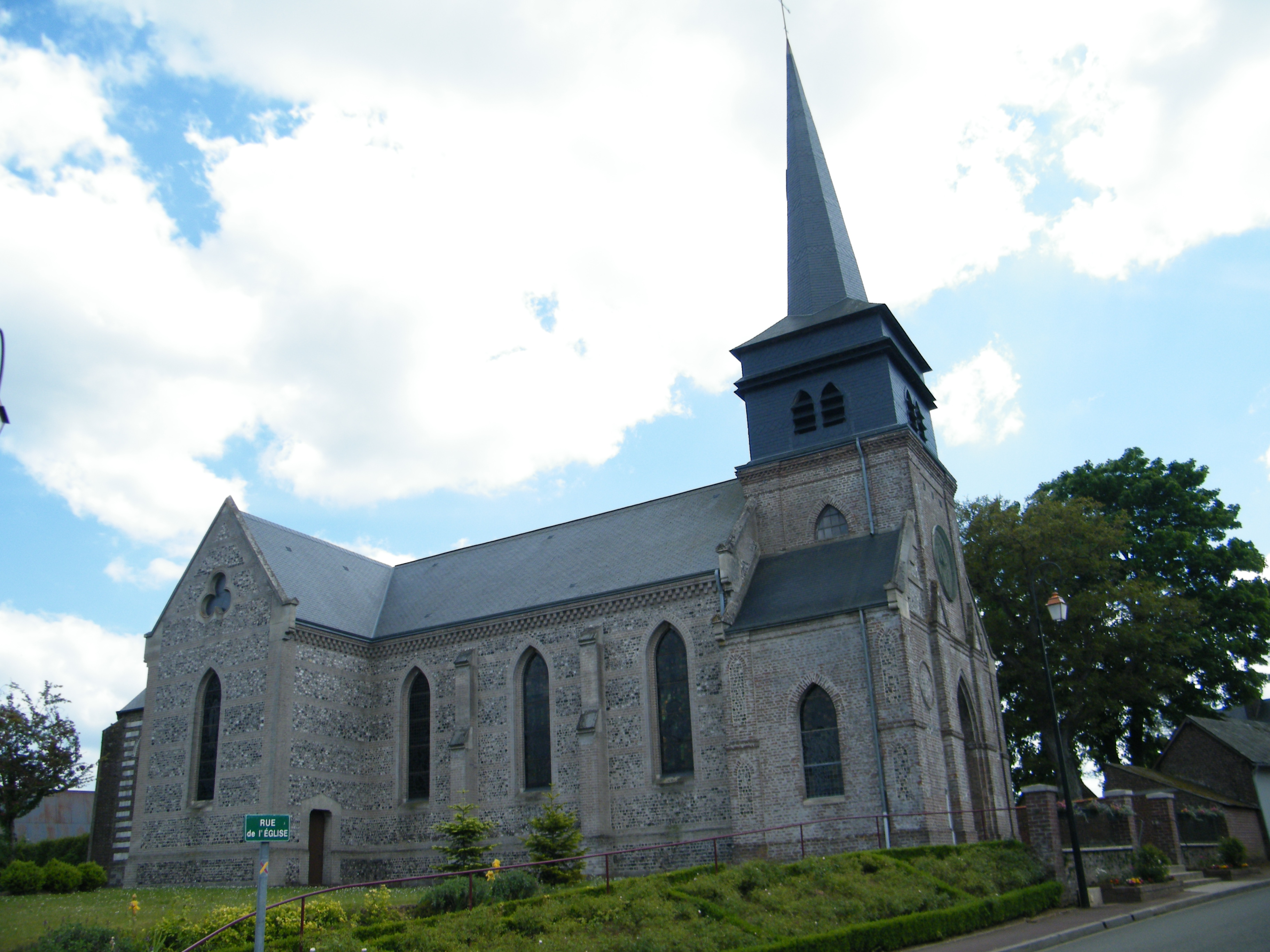
Saint-Gilles.
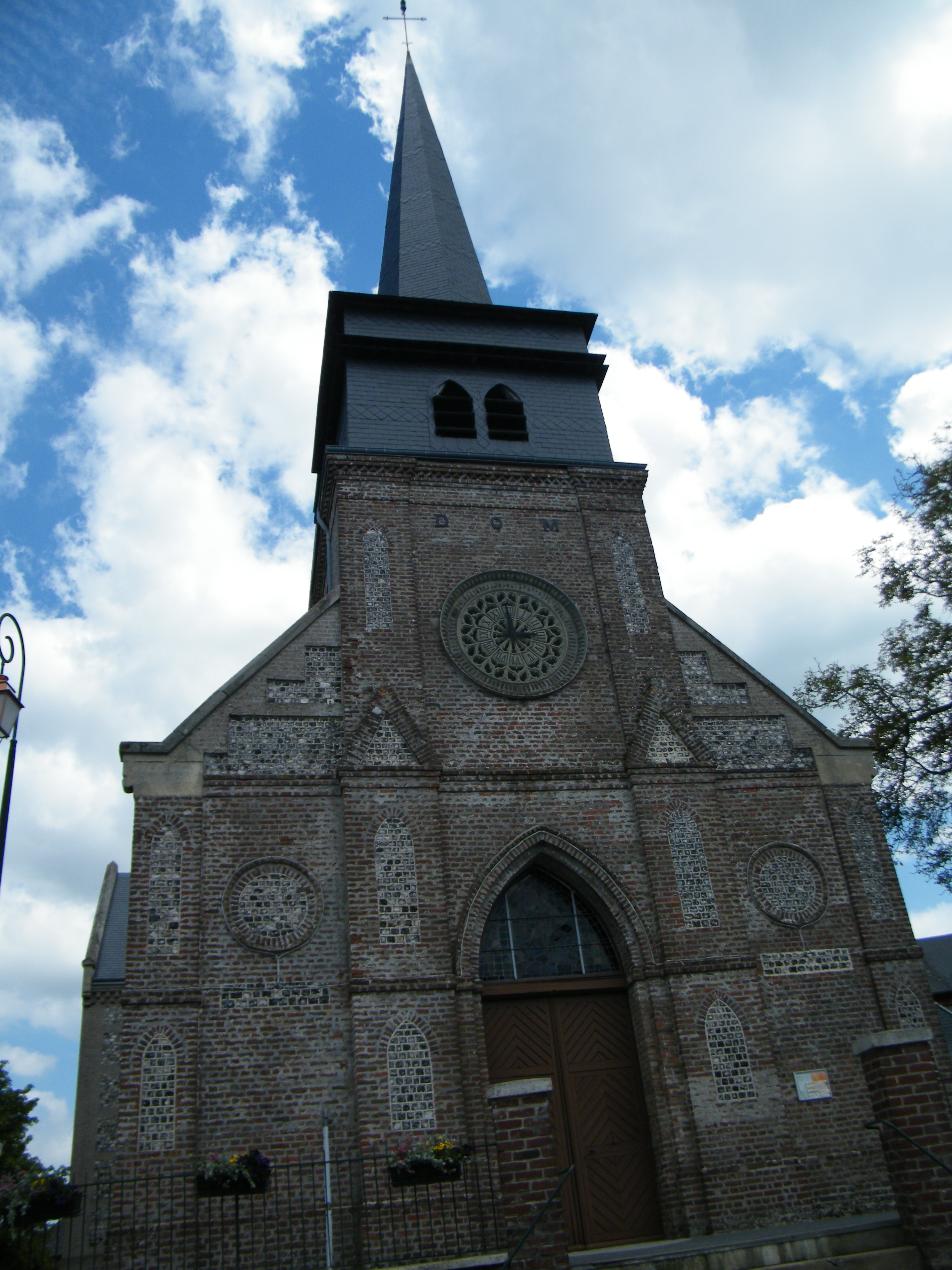
Autre vue de l'église.
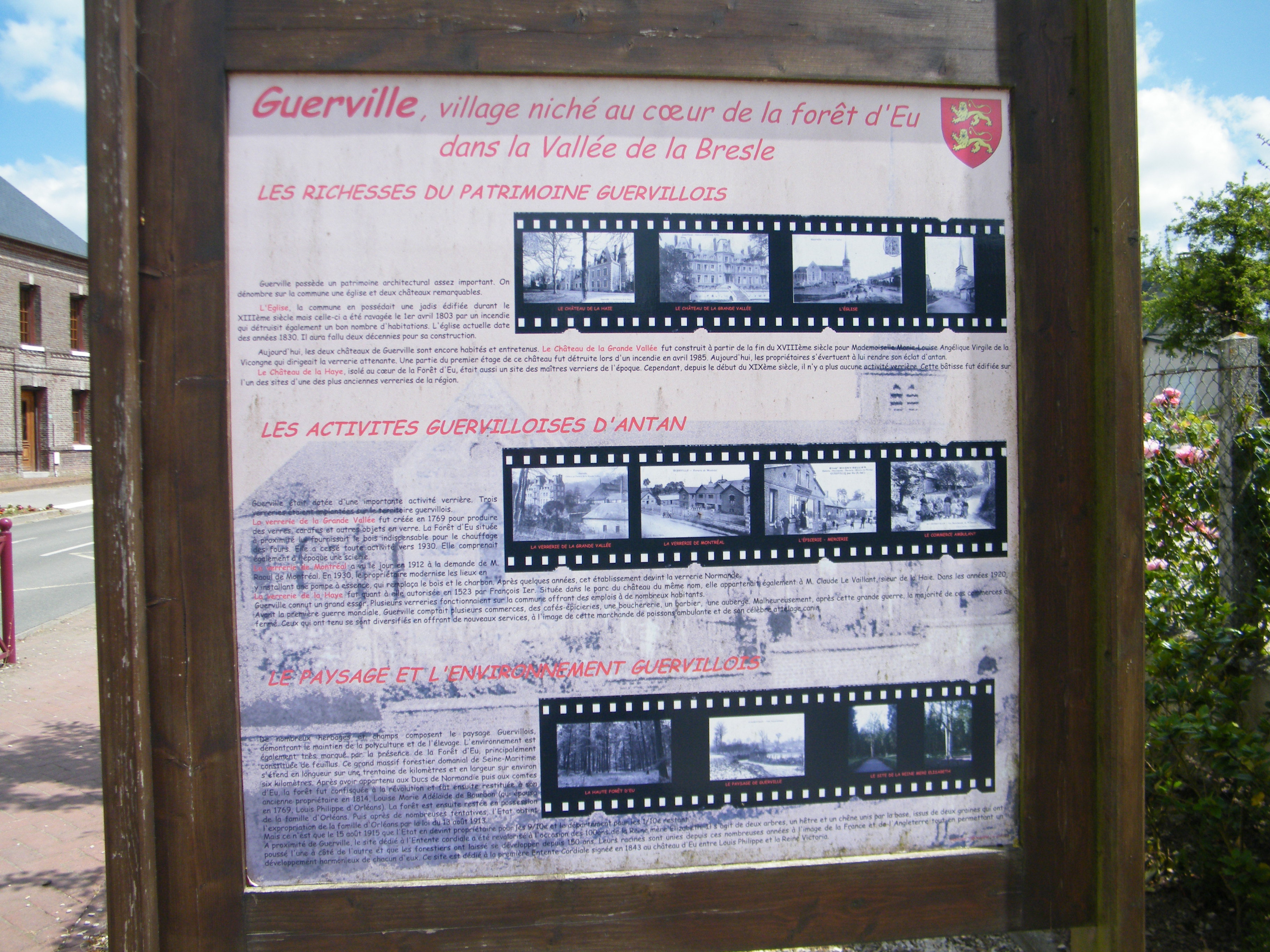
Panneau d'informations.
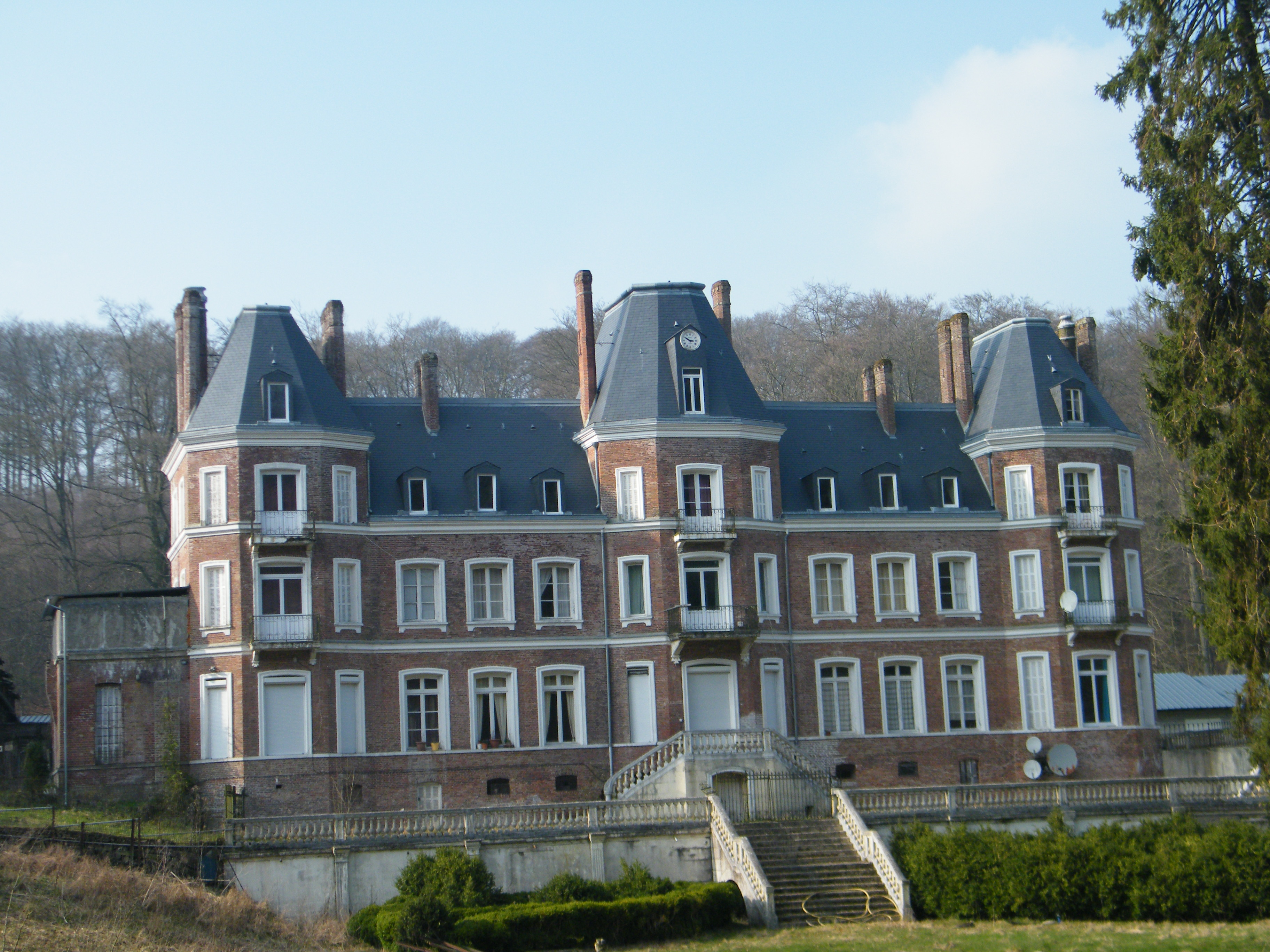
Château de la Grande Vallée.

- Église Saint-Gilles, construite sur le site de l'ancienne du XIIIe siècle qui a brûlé en 1803[1].
- Château de la Grande Vallée datant du XVIIIe siècle. Cette ancienne verrerie de la Grande Vallée, construite pour Anne de la Vicogne, est édifiée sur un parc de sept hectares.
- Château de la Haye, ancienne verrerie[1].
- Ancien site de lancement de missiles (V1) datant de la fin de la Seconde Guerre mondiale, au poteau Montauban[17].
- Le Vieux Château. Ancienne fortification de terre dont il subsiste le tertre et une petite partie de la contrescarpe[26].

### Personnalités liées à la commune
- Valérie Mairesse actrice, scénariste, réalisatrice et chanteuse française, a grandi à Guerville.

## Héraldique
| Blason de Guerville | Blason  | D'or à la croix ancrée de gueules.               |
| Blason de Guerville | Détails | Le statut officiel du blason reste à déterminer. |